# 水内猛
水内 猛（みずうち たけし、1972年11月19日 - ）は、神奈川県横浜市出身の元プロサッカー選手、スポーツキャスター。現役時代のポジションはフォワード。

## 選手経歴
小学生の時はサッカーと野球をやっていた。横浜市立汲沢中学校、神奈川県立旭高等学校3年次に高校選手権に出場し、ベスト8進出。2回戦では強豪の清水東高校を破る決勝点を決める活躍を見せ、大会優秀選手に選出された。
卒業後の1991年に三菱自動車工業へ入社。1992年からは社員選手として浦和レッドダイヤモンズに入団。Jリーグ開幕後の1993年は柱谷幸一や福田正博といった主力選手の負傷などもあって、NICOSシリーズ（2ndステージ）からレギュラーに定着し、7点を挙げ、93年のチーム得点王となる。1994年からはプロ契約に移行する。
後に、旧JFLのブランメル仙台（現ベガルタ仙台）へ移籍。1996年は活躍したが、1997年に現役を引退。スペイン移籍は叶わなかった。

## 引退後
現役引退後はホリプロに所属し、『REDS TV GGR』のキャスターを務める等、スポーツ番組を中心にテレビ出演を行っている。
TBSの改編期特番『オールスター感謝祭』では、毎回赤坂5丁目ミニマラソンで上位争いをしており（10位以下着外は現段階で1回だけ）、2003年春には優勝している。また、クイズのほうでも2012年秋に優勝しており、クイズ・マラソン両方の優勝経験がある数少ない1人である。しかし、この2012年秋を最後に以後は出演していない（2013年よりレギュラー出演している『すくすく子育て』（NHK Eテレ）が裏番組になるため）。
2005年4月14日、TBSアナウンサーの小倉弘子と結婚。2006年1月7日、結婚式を挙げる。2008年3月8日午前0時13分、第1子となる女児が誕生。2011年12月29日に自身のブログにて弘子夫人が「（発信時点で）妊娠4ヶ月であり、2012年6月下旬にも第2子出産予定」である事を報告した。同年5月22日午前8時40分、第2子となる次女が誕生。2017年11月1日、自身のブログを更新し「我が家のお話ですが…第三子を授かりました」と報告。「今日、ＴＢＳラジオの生放送で奥様からもご報告があったかと思いますので、このタイミングで　予定日は来年の1月下旬頃かと」と明かした。2018年1月17日、第3子男児の出産を報告。

## 人物
利き足は右だが、足以外は左利きである。

### 家族
叔父は、ミュンヘン夏季五輪（1972年）男子バレーボール金メダリストの大古誠司。
妻はTBSテレビアナウンサーの小倉弘子。娘が2人と、息子が1人いる。

### エピソード
本人曰く、「（現役時代は）ドリブルはほとんどしたことがなく、ワンタッチゴールが多かった」とのことで、「福田さんに『お前が一生でドリブルした距離より永井雄一郎が１試合でドリブルする距離の方が長い』と言われたことがある」という。

## スポーツマンNo.1決定戦
- プロ引退後にスポーツマンNo.1決定戦の第7回芸能人サバイバルバトルに参戦。BEACH FLAGS 3回戦進出、QUICK MUSCLE 4位、そしてTAIL IMPOSSIBLEでは元プロサッカー選手の意地を見せ、種目別No.1を獲得し、最終的に総合3位入賞を果たす。
- 第10回大会に久々の参戦となり、前回No.1だったTAIL IMPOSSIBLEでは飯沼誠司、なかやまきんに君、永井大の猛攻によって第3レースの4位で脱落となるも、MONSTER BOXで自己記録を3段更新して16段、QUICK MUSCLE 2位に入り、最終的に総合4位入賞を果たす。
- 最後の出場となった第12回大会ではMONSTER BOXで、またも自己記録を更新する17段、BEACH FLAGS 3回戦進出となるも、BURN OUT GUYSでは雲梯から落下し、失格が大きく響き、総合10位と初めて脱落の憂き目にあった。

芸能人サバイバルバトル
| 大会       | 放送日               | 総合順位 |
| ---------- | -------------------- | -------- |
| 第7回大会  | 2000年10月10日・14日 | 3位      |
| 第10回大会 | 2002年9月27日        | 4位      |
| 第12回大会 | 2003年9月26日        | 10位     |

## 個人成績
| 国内大会個人成績 | 国内大会個人成績 | 国内大会個人成績 | 国内大会個人成績 | 国内大会個人成績 | 国内大会個人成績 | 国内大会個人成績 | 国内大会個人成績 | 国内大会個人成績 | 国内大会個人成績 | 国内大会個人成績 | 国内大会個人成績 |
| 年度             | クラブ           | 背番号           | リーグ           | リーグ戦         | リーグ戦         | リーグ杯         | リーグ杯         | オープン杯       | オープン杯       | 期間通算         | 期間通算         |
| 年度             | クラブ           | 背番号           | リーグ           | 出場             | 得点             | 出場             | 得点             | 出場             | 得点             | 出場             | 得点             |
| 日本             | 日本             | 日本             | 日本             | リーグ戦         | リーグ戦         | JSL杯/ナビスコ杯 | JSL杯/ナビスコ杯 | 天皇杯           | 天皇杯           | 期間通算         | 期間通算         |
| ---------------- | ---------------- | ---------------- | ---------------- | ---------------- | ---------------- | ---------------- | ---------------- | ---------------- | ---------------- | ---------------- | ---------------- |
| 1990-91          | 三菱             | 28               | JSL1部           | 1                | 0                | 0                | 0                | -                | -                | 1                | 0                |
| 1991-92          | 三菱             | 28               | JSL1部           | 1                | 0                | 0                | 0                | 0                | 0                | 1                | 0                |
| 1992             | 浦和             | -                | J                | -                | -                | 0                | 0                | 0                | 0                | 0                | 0                |
| 1993             | 浦和             | -                | J                | 18               | 7                | 4                | 1                | 2                | 3                | 24               | 11               |
| 1994             | 浦和             | -                | J                | 20               | 2                | 2                | 1                | 3                | 2                | 25               | 5                |
| 1995             | 浦和             | -                | J                | 10               | 1                | -                | -                | 0                | 0                | 10               | 1                |
| 1996             | B仙台            | 13               | 旧JFL            | 21               | 15               | -                | -                | 3                | 3                | 24               | 18               |
| 1997             | B仙台            | 9                | 旧JFL            | 22               | 3                | 3                | 0                | 2                | 3                | 27               | 6                |
| 通算             | 日本             | 日本             | J                | 48               | 10               | 6                | 2                | 5                | 5                | 59               | 17               |
| 通算             | 日本             | 日本             | JSL1部           | 2                | 0                | 0                | 0                | 0                | 0                | 2                | 0                |
| 通算             | 日本             | 日本             | 旧JFL            | 43               | 18               | 3                | 0                | 5                | 6                | 51               | 24               |
| 総通算           | 総通算           | 総通算           | 総通算           | 93               | 28               | 9                | 2                | 10               | 11               | 112              | 41               |

その他の公式戦
- 1991年
  - コニカカップ 1試合0得点

## 引退後の出演番組

### テレビ番組
- ウォッチ!（スポーツコーナー、TBS）
- 感動ファクトリー すぽると!（コメンテーター、フジテレビ）
  - 2004年10月から土曜日に『サッカー班隊長』、2005年3月からtoto予想コーナー「totoまにあ」を担当　以前は「サッカーの頂」=金曜日=のコーナー司会を務めた。
- REDS TV GGR（キャスター、テレビ埼玉）
- サンデージャポン（専属W杯サッカーリポーター、TBS）
- ひらめ筋GOLD（ドッジボール選手として出演、日本テレビ）
- オールスター感謝祭（TBS系　クイズと赤坂5丁目ミニマラソン両方の優勝経験者で、毎回参加している）
- 戦後60周年平和祈念　自衛隊・米軍大運動会（フジテレビ系 2005年/FNSの日）
- スフィアリーグ（フジテレビ739）
- すくすく子育て　(2013年4月 - 2016年3月[6]、司会、NHKEテレ）

### テレビドラマ
- 水曜ミステリー9「銀座高級クラブママ青山みゆき（3）赤いバラの殺人予告」（2008年、テレビ東京） 片山直人刑事役

### ラジオ
- スポーツキャッチ!（JFN系）
- toto～calcio da J LEAGUE（TOKYO FM）
- ニッポン放送、BS-i、FM NACK5などテレビ・ラジオのJリーグ中継解説
- サンデースポーツパラダイス～てっぺん!～（ゲストコメンテーター、文化放送）